# 존 헌츠먼
존 미드 헌츠먼(영어: Jon Meade Huntsman, Jr., 1960년 3월 26일 ~ )은 미국의 정치인이다.
캘리포니아주 팰러앨토의 부유한 예수 그리스도 후기성도 교회(몰몬교) 성도의 아들로 태어났다. 유타 대학교를 2년간 다닌후 펜실베이니아 대학교로 편입하여 국제정치학을 전공으로 졸업하였다. 타이완에서 몰몬교 선교사 생활을 하여 중국어에 능통하게 되었다. 로널드 레이건 대통령 재임 말기에 백악관에서 근무했으며, 조지 H. W. 부시 대통령 재직 시절 싱가포르 주재 대사를 지냈다. 조지 W. 부시 대통령 취임 후 2001년 무역대표부 부대표로 임명되어, 동아시아 지역 업무를 담당했다. 2004년 공화당 소속으로 유타 주지사 선거에 출마, 당선되었으며, 2008년 재선되었다. 주지사 재직 시절 활발한 활동과 온건한 정치 성향으로 좋은 평가를 받아왔고, 2012년 대통령 선거 후보로도 거론되기도 하였다. 그가 유타 주지사로 계속 재직중이던 2009년, 버락 오바마 대통령은 그를 중화인민공화국 주재 대사로 지명하였다. 민주당 소속 대통령이 공화당 성향의 인물을 대사로 지명하였다고 하여 화제가 되었는데, 그의 능통한 중국어 실력과 중국과 관련한 폭넓은 경험과 지식 등을 고려한 초당적 인사라는 평가가 있는 반면, 2012년의 유력 대선 후보 중 하나를 외국 대사로 보내 미리 '제거'했다는 평가도 있었다. 결국 그는 2011년 4월, 대통령 선거 운동을 위해 대사직을 사임하고 미국으로 돌아와 6월 21일 대통령 선거 출마를 공식 선언하였다. 그는 7명의 자녀를 두고 있는데, 그 중 둘은 각각 중국과 인도에서 입양한 딸이다.

## 역대 선거 결과
| 선거명      | 직책명      | 대수 | 정당   | 득표율 | 득표수    | 결과 | 당락             |
| ----------- | ----------- | ---- | ------ | ------ | --------- | ---- | ---------------- |
| 2004년 선거 | 유타 주지사 | 16대 | 공화당 | 57.74% | 531,190표 | 1위  | 유타 주지사 당선 |
| 2008년 선거 | 유타 주지사 | 16대 | 공화당 | 77.63% | 734,049표 | 1위  | 유타 주지사 당선 |